# Benetti

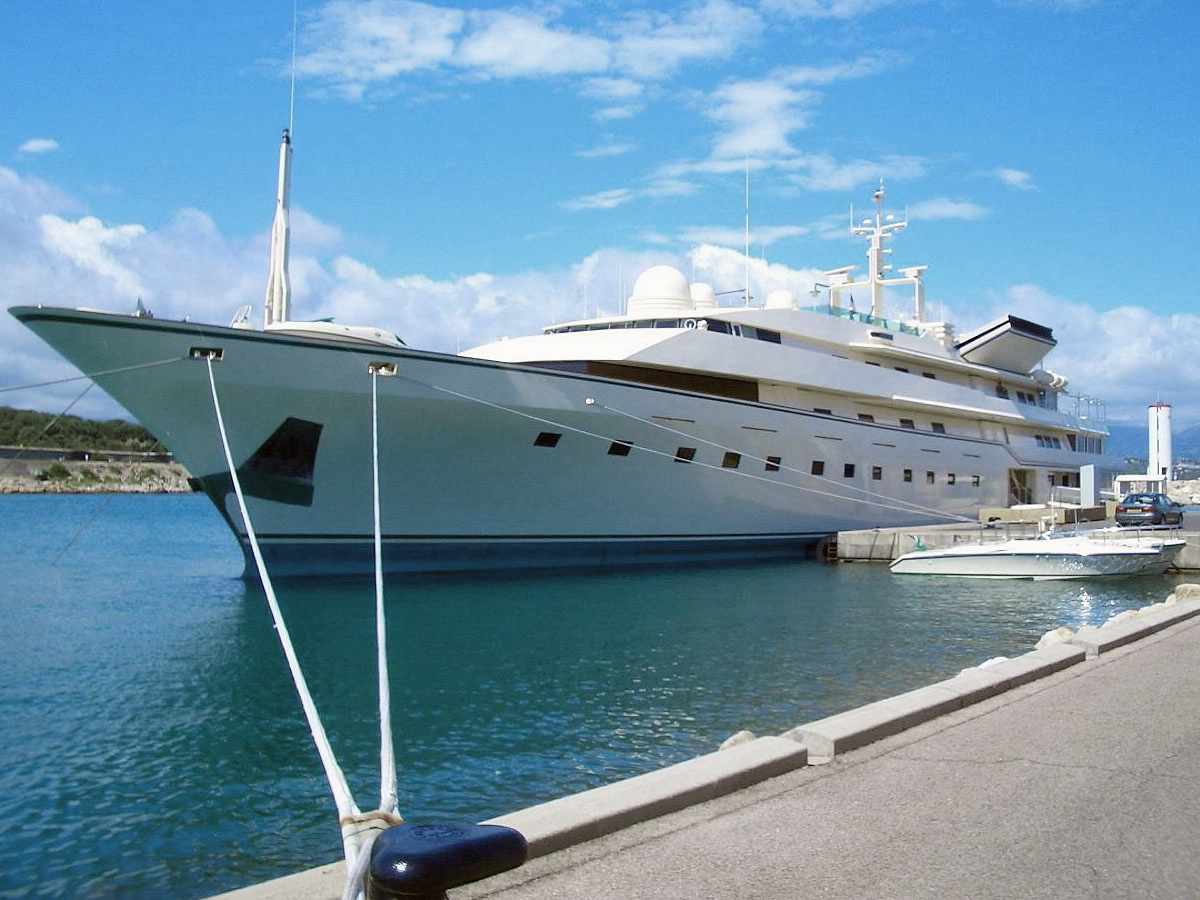
Construção feita pela companhia

Benetti é uma companhia de construção naval italiana baseada na cidade de Viareggio, Livorno e Fano.
A empresa, fundada em 1873 por Lorenzo Benetti (1844 - 1914), é conhecida pela construção de iates de luxo.